# Dym się rozwiewa
Dym się rozwiewa – zbiór opowiadań poświęconych Romom autorstwa Jacka Milewskiego, wydany w 2008 przez wydawnictwo Zysk i S-ka w Poznaniu. Każde z kilkunastu zamieszczonych w zbiorze opowiadań ma innego narratora. Wszystkie pokazują współczesną codzienność polskich Romów, dotykając m.in. problemów asymilacji, edukacji, przestępczości i pokutujących wobec tej społeczności stereotypów. Autor doskonale znający tematykę cygańską, wiele miejsca poświęca opisowi samej kultury Romów oraz praw i obyczajów nimi rządzących.
„Dym się rozwiewa” jest debiutem literackim Milewskiego. W 2009 książka została nominowana do Nagrody Mediów Publicznych Cogito. W tym samym roku otrzymała nagrodę im. Beaty Pawlak. W uzasadnieniu werdyktu jury napisało, że książka Milewskiego przedstawia „nieznany świat, który jest tuż, obok, na wyciągnięcie ręki”.